# Phyllomyias griseiceps
A Phyllomyias griseiceps a madarak (Aves) osztályának verébalakúak (Passeriformes) rendjébe és a királygébicsfélék (Tyrannidae) családjába tartozó faj.

## Rendszerezése
A fajt Philip Lutley Sclater és Osbert Salvin írták le 1871-ben, a Tyranniscus nembe Tyranniscus griseiceps néven.

## Alfajai
- Phyllomyias griseiceps caucae Chapman, 1915
- Phyllomyias griseiceps cristatus Berlepsch, 1884
- Phyllomyias griseiceps griseiceps (P. L. Sclater & Salvin, 1871)
- Phyllomyias griseiceps pallidiceps Zimmer, 1941[2]

## Előfordulása
Panamában és Dél-Amerikában, Brazília, Ecuador, Guyana, Kolumbia, Peru és Venezuela területén honos. Természetes élőhelyei a szubtrópusi és trópusi síkvidéki és hegyi esőerdők, száraz erdők, valamint ültetvények és másodlagos erdők. Állandó, nem vonuló faj.

## Megjelenése
Testhossza 10 centiméter.
|  |

## Természetvédelmi helyzete
Az elterjedési területe nagyon nagy, egyedszáma pedig stabil. A Természetvédelmi Világszövetség Vörös listáján nem fenyegetett fajként szerepel.